# Prazosine
La prazosine est un médicament antihypertenseur. C'est un sympatholytique qui appartient à la classe des alpha-bloquants. Il abaisse la pression artérielle grâce au relâchement des vaisseaux sanguins. La prazosine est sélective des récepteurs α1 sur les muscles lisses vasculaires. Ces récepteurs sont responsables de l'action vasoconstrictive de la noradrénaline, qui à son tour élève la tension sanguine. En bloquant ces récepteurs, la prazosine abaisse la pression artérielle. On retrouve aussi des récepteurs α1 dans tout le système nerveux central.
En plus de son activité alpha-bloquant, la prazosine est un antagoniste des récepteurs à la mélatonine MT3 (que l'on ne retrouve pas chez les humains) avec une plus grande sélectivité qu'avec les récepteurs MT1 et MT2.
Il est utilisé dans le traitement de l'hypertension artérielle, de l'anxiété, du syndrome de stress post-traumatique et du trouble panique.

## Indications
- Hypertension artérielle[4]. Ce n'est pas un traitement de première intention[5].
- Insuffisance ventriculaire gauche congestive[4]
- Syndrome de Raynaud[4]
- Hypertrophie bénigne de la prostate[4]. Ce n'est pas un traitement de première intention mais il peut être intéressant dans les cas où il existe aussi une hypertension artérielle[5].
- Ce médicament a une efficacité discutée pour traiter les cauchemars sévères chez les sujets atteints de syndrome de stress post-traumatique[6],[7],[8].
- La prazosine porte aussi des espoirs dans le traitement de l'alcoolodépendance après un essai clinique pilote de 2009[9]. Une étude de phase II est en cours[10].
- Prise en charge des symptômes cardiovasculaires des piqûres de scorpion[11].

## En France
L'autorisation de mise sur le marché concerne l'hypertension artérielle, le syndrome de Raynaud, l'insuffisance cardiaque et l'hypertrophie bénigne de la prostate.
- Le service médical rendu de la prazosine est insuffisant dans le traitement de l’hypertension artérielle[12].
- La prazosine 1 et 5 mg n’ayant pas de place dans la stratégie thérapeutique, son service médical rendu est insuffisant dans l’insuffisance ventriculaire gauche congestive[12].
- le service médical rendu de la prazosine 1  et   5 mg dans le traitement symptomatique des phénomènes de Raynaud est insuffisant[12].
- Le service médical rendu de la prazosine est insuffisant dans le traitement symptomatique de certaines manifestations fonctionnelles liées à l'hypertrophie bénigne prostatique, notamment les pollakiuries en rapport avec un résidu postmictionnel et la dysurie[12].

## Effets indésirables
Les effets indésirables de la prazosine sont l'hypotension orthostatique, les syncopes, la congestion nasale. L'hypotension orthostatique et les syncopes sont liées à la mauvaise régulation corporelle de la pression artérielle à cause du blocage des récepteurs alpha-adrénergiques. La congestion nasale est liée à la dilatation des vaisseaux de la muqueuse nasale.
Un des phénomènes associés avec la prazosine est connu sous le nom de réponse de la première dose dans laquelle les effets indésirables notamment l'hypotension orthostatique sont plus prononcés en début de traitement.
Un effet indésirable très rare est le priapisme.